# مساواتية سياسية
المساواتية السياسية مصطلح يُستخدَم لتعريف حالة يتمتع فيها أفراد المجتمع بمنزلة متساوية من حيث التأثير أو السلطة السياسية. وهو مبدأ أساسي لصور عديدة من الديمقراطية. وقد دعم توماس جيفرسون فكرة المساواتية السياسية.
إنه مفهوم شبيه بالتبادلية الأخلاقية والمساواة القانونية.